# Gora Rykachëva
Gora Rykachëva är ett berg i Antarktis. Det ligger i Östantarktis. Australien gör anspråk på området. Toppen på Gora Rykachëva är 1 276 meter över havet.
Terrängen runt Gora Rykachëva är platt österut, men västerut är den kuperad.  Trakten är obefolkad. Det finns inga samhällen i närheten.